# Rybaki (gmina Dobrzyniewo Duże)
Rybaki – wieś w Polsce położona w województwie podlaskim, w powiecie białostockim, w gminie Dobrzyniewo Duże.
Wieś królewska w starostwie knyszyńskim w ziemi bielskiej województwa podlaskiego w 1795 roku. W latach 1975–1998 miejscowość należała administracyjnie do województwa białostockiego. Wieś jest otoczona bagnami zasilanymi wodami Narwi. Zachowało się stare budownictwo z początku XX wieku.
Wierni kościoła rzymskokatolickiego należą do parafii Miłosierdzia Bożego w Pogorzałkach.